# Dolenje Zabukovje
Dolenje Zabukovje je naselje u slovenskoj Općini Mokronog - Trebelnu. Dolenje Zabukovje se nalazi u pokrajini Dolenjskoj i statističkoj regiji Donjoposavskoj regiji. 

## Stanovništvo
Prema popisu stanovništva iz 2002. godine naselje je imalo 25 stanovnika.